# 陳志堅
陳 志堅（ちん しけん、陈志坚、拼音: Chén Zhìjiān、英語: Zhijian James Chen、1966年1月1日 - ）は中国系アメリカ人の生化学者、免疫学者。福建省泉州市安渓県出身。主な業績はサイクリックGMP-AMP合成酵素（cGAS）の発見。

## 来歴
1985年福建師範大学卒業。1991年ニューヨーク州立大学バッファロー校から生化学のPh.D.を取得した後は、博士研究員としてソーク研究所に在籍した。カリフォルニア州やマサチューセッツ州のバイオテクノロジー企業で研究員として勤務した後、1997年からテキサス大学Southwestern Medical Centerの教授を務める。2005年からはハワード・ヒューズ医学研究所にも所属している。

## 主な受賞歴
- 2012年 - 米国科学アカデミー賞分子生物学部門
- 2019年 - 生命科学ブレイクスルー賞
- 2020年 - ウィリアム・コーリー賞
- 2023年 - ルイザ・グロス・ホロウィッツ賞
- 2024年 - アルバート・ラスカー基礎医学研究賞
- 2025年 - パウル・エールリヒ&ルートヴィヒ・ダルムシュテッター賞

## 参照
- Howard Hughes Medical Institute Bio
- 'Good' Prion-Like Proteins Boost Immune Response, Scientists Report. Science Daily. Retrieved 13 April 2012.
- Chen Lab Research